# Čevica
Čevica (v starejših virih Čevice, nemško Tscheuze) je nekdanja vas v zahodni Sloveniji v Občini Logatec. Sedaj je del mesta Logatca. Leži znotraj tradicionalne dežele Notranjske in je danes vključena v Osrednjeslovensko statistično regijo.

## Geografija
Čevica leži v središču Logaške kotline. Na jugu meji na Brod–Logatec, na vzhodu pa na Dolenji Logatec in z njima tvori neprekinjeno somestje. Severno od naselja se nahaja Pusto polje z njivami in travniki na prodnatih tleh.

## Zgodovina
Vas je leta 1874 zgorela v požaru. Med prvo svetovno vojno so ruski vojni ujetniki pod hribom Naklo izkopali predor za železniško progo od Logatca do Črnega Vrha. Proga je služila za dostavo materiala na soško fronto. Predor je med drugo svetovno vojno služil kot bombno zaklonišče.
Med drugo svetovno vojno je 24. februarja 1944 v Kotlicah strmoglavil ameriški bombnik B-24 Liberator z imenom Double Trouble, gozdnatem območju severno od Čevice, blizu vznožja hriba Sleme (578 mnm). Bombnik je bil na poti na bombardiranje tovarn v Regensburgu, vendar so letalo na poti napadla nemška lovska letala, to je zagorelo. Pet članov posadke se je rešilo, postali so vojni ujetniki. Preostanek posadke – štirje strelci in pilot Edwin H. Pries (1918–1944) – so bili ubit v prvem napadu in strmoglavljenju. Ostanke bombnika in trupla njegove posadke so domačini izropali, mrtve pa pokopali v Dolenjem Logatcu. Njihovi posmrtni ostanki so bili najprej prekopani v Beogradu leta 1946, nato pa leta 1949 v Italiji in ZDA. Leta 2014 je bilo na kraju nesreče postavljeno obeležje.
Čevica je imela leta 1880 43 hiš in 326 prebivalcev, leta 1900 50 hiš in 332 prebivalcev, leta 1931 pa 416 (v 64 hišah). Čevica je bila leta 1972 priključena Logatcu in s tem končala svoj obstoj kot ločeno naselje.

## Cerkev
Cerkev na Čevici je posvečena svetemu Jožefu. Zgrajena je bila v prvi polovici 16. stoletja, v njej pa je freska Marijinega kronanja iz 18. stoletja Franca Ksaverja Oblaka.

## Tolazzijeva štirna
Tolazzijeva štirna ('pipa', 'vodnjak') je bila zgrajena leta 1883 po naročilu vaškega trgovca Tomà Tollazzija. Zajetje vode polni izvirska voda, saj je Logatec vodovod dobil šele 14 let kasneje. Po arhitekturni in umetniški zasnovi je edinstven primer med vodnjaki in fontanami v Logatcu. Oblikovalski koncept temelji na podobnih delih v Furlaniji, ki izražajo kulturne, zgodovinske, tehnične, arhitekturne, umetniške in krajinske vrednote. Tollazzijev vodnjak je bil v drugi polovici leta 2008 razglašen za spomenik lokalnega pomena. Leta 2009 jo je obnovila Občina Logatec z lastnimi sredstvi, sredstvi Ministrstva za kmetijstvo, gozdarstvo in prehrano ter sredstvi Heliosovega sklada za ohranjanje čistih slovenskih voda. Vsako leto na kresni večer (24. junija) poleg vodnjaka poteka etnološko-glasbena prireditev Večer pri vodnjaku.